# Idaea nigrescens
Idaea nigrescens är en fjärilsart som beskrevs av Müller 1937. Idaea nigrescens ingår i släktet Idaea och familjen mätare. Inga underarter finns listade i Catalogue of Life.